# Viktor Reimann
Viktor Reimann (* 25. Jänner 1915 in Wien; † 7. Oktober 1996 ebenda) war ein österreichischer Journalist, Schriftsteller und Politiker (VdU). Als Mitglied der Österreichischen Freiheitsbewegung leistete er Widerstand gegen den Nationalsozialismus und war nach seiner Verhaftung jahrelang im Zuchthaus. Nach 1945 war er stellvertretender Chefredakteur der Salzburger Nachrichten. 1949 war er Mitbegründer des Verbands der Unabhängigen und von 1949 bis 1956 Abgeordneter zum Nationalrat sowie Chefredakteur der Parteizeitung Neue Front. Später schrieb er Kolumnen in der Kronen Zeitung.

## Leben
Nach dem Besuch des Gymnasiums studierte Reimann an der Universität Wien Geschichte und Germanistik und wurde 1939 zum Dr. phil. promoviert. Er engagierte sich anfangs für die damals illegale NSDAP und beantragte 1938 und 1940 die Aufnahme in die Partei, dies allerdings vergeblich, weil er sich zeitgleich dem Widerstand zugewandt hatte. Gemeinsam mit dem Augustiner-Chorherrn Roman Karl Scholz gründete Reimann im Herbst 1938 eine Widerstandsgruppe, der hauptsächlich Angehörige des katholisch-konservativen Lagers sowie Schüler Scholz’ angehörten. Hieß die Gruppe anfangs Deutsche Freiheitsbewegung, wurde sie im September 1939 in Österreichische Freiheitsbewegung und 1940 in Freiheitsbewegung Österreich umbenannt. Sie hatte bis zu 300 Mitglieder, kooperierte mit anderen Widerstandsgruppen und westalliierten Stellen und konzentrierte sich auf gewaltlosen, propagandistischen Widerstand. Aufgrund einer Anzeige des Spitzels und Burgtheater-Schauspielers Otto Hartmann bei der Geheimen Staatspolizei wurde die Gruppe zerschlagen. 1940 oder 1941 wurde er verhaftet und nach zwei Jahren Untersuchungshaft zu Zuchthaus verurteilt. Bis 1945 saß Reimann daraufhin im Strafgefängnis Straubing.
Nach dem Ende der nationalsozialistischen Herrschaft wurde Reimann im Juli 1945 Redakteur der Salzburger Nachrichten und noch im selben Jahr stellvertretender Chefredakteur. Diese Position hatte er bis 1948 inne. Daneben wurde Reimann wieder politisch aktiv und war neben Herbert Alois Kraus Mitbegründer des Verbands der Unabhängigen (VdU). Er war ab ihrer Gründung am 1. September 1949 Obmann der Landesgruppe Salzburg, Leiter des Pressereferats und von 1949 bis 1956 Abgeordneter zum Nationalrat. 

Daneben blieb Reimann als Journalist tätig: Er war Chefredakteur der ab dem 1. Dezember 1949 erscheinende Tageszeitung des VdU, der Österreichischen Allgemeinen Zeitung, die im April 1950 aus Kostengründen wieder eingestellt wurde. Von ihrer Gründung am 25. Februar 1949 bis 1956 war er auch Chefredakteur bei der VdU-Wochenzeitung Neue Front. In der Neuen Front erschienen regelmäßig Beiträge, die die Arbeit der Volksgerichte zur Verfolgung von NS-Verbrechen kritisierten und diffamierten, so auch von Reimann selbst. Im Zuge des Wiener Brecht-Boykotts agitierte Reimann gegen Bertolt Brecht und dessen Stücke und titelte in Die Neue Front: „Wer schmuggelte das Kommunistenpferd in das deutsche Rom?“ Er schrieb: 

„Die Einbürgerung Bert Brechts zeigt, wie durch den Übereifer einzelner intellektueller Sozialisten und durch die Unwissenheit und Schwäche der kulturellen Machthaber der Volkspartei unser Land kommunistisch unterminiert wird und die Amerikaner die geistige Bolschewisierung Österreichs noch finanzieren.“

 Die Neue Front wurde am 9. Jänner 1953 auf gerichtlichen Beschluss hin wegen Aufwiegelung beschlagnahmt, da der VdU-Nationalratsabgeordnete Helfried Pfeifer in einem Artikel scharf auf die Ablehnung eines Gnadengesuchs für verurteilte NS-Belastete reagiert hatte. Als der VdU 1956 in der Freiheitlichen Partei Österreichs (FPÖ) aufging, trat Reimann ebenso wie Herbert A. Kraus aus und kandidierte nicht erneut zur Nationalratswahl.
Von 1956 bis 1960 war Reimann Pressechef der Bundestheaterverwaltung. Ab 1970 war er Kolumnist bei der Kronen Zeitung, von 1972 bis 1974 Chefredakteur der oberösterreichischen Ausgabe und von 1974 bis 1987 Leiter der Kulturredaktion in Wien.

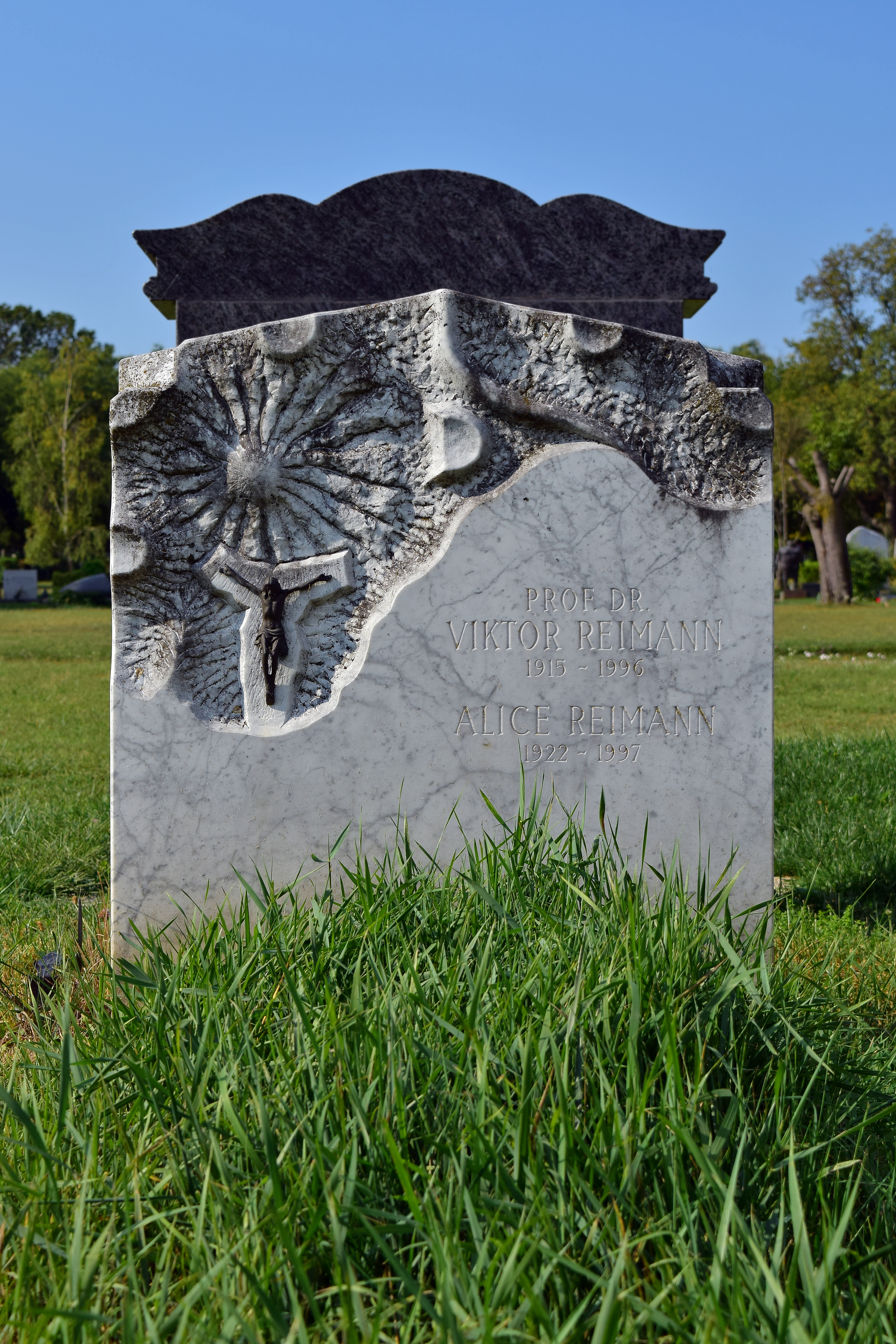
Reimanns ehrenhalber gewidmetes Grab auf dem Wiener Zentralfriedhof

Reimanns Schriften, insbesondere seine Serie Die Juden in Österreich in der Kronen-Zeitung im Jahr 1974, waren Gegenstand der Antisemitismus-Forschung. Seine 1971 erschienene Goebbels-Biografie wurde von der Kritik als "wissenschaftlich unhaltbar und politisch gefährlich" bewertet, die in ihrer Darstellung des Antisemitismus von Joseph Goebbels eine "apologetische Tendenz" entfalte.
Reimann veröffentlichte 1980 unter dem Titel Die Dritte Kraft in Österreich eine Geschichte des Dritten Lagers in der zweiten Republik. Wolfgang Purtscheller nennt es ein „überaus apologetisches und gerade deswegen hochinteressantes Buch über den Wiederaufbau des ‚nationalen Lagers‘“.
Viktor Reimann  wurde in einem ehrenhalber gewidmeten Grab auf dem Wiener Zentralfriedhof (Gruppe 40, Nummer 178) bestattet.

## Werke (Auswahl)
- Innitzer. Kardinal zwischen Hitler und Rom. Neuausgabe. Amalthea, Wien, München 1988, ISBN 3-85002-268-4
- Zu groß für Österreich. Seipel und Bauer im Kampf um die Erste Republik. Molden, Wien u. a. 1968
- Dr. Joseph Goebbels. Molden, Wien u. a. 1971. Neuauflage 1976 ISBN 3-217-05018-5, französische Übersetzung erschienen im Flammarion-Verlag, Paris 1973
- Bruno Kreisky. Das Porträt eines Staatsmannes. Molden, Wien u. a. 1972, ISBN 3-217-00300-4
- Die Dritte Kraft in Österreich. Molden, Wien u. a. 1980
- Fünf ungewöhnliche Gespräche. Verlag Carl Ueberreuter, Wien 1991, ISBN 3-8000-3380-1
- Dirigenten, Stars und Bürokraten – Glanz und Abstieg des Wiener Opernensembles. Hans Deutsch Verlag, Wien 1961.